# Thalamita pseudopelsarti
Thalamita pseudopelsarti is een krabbensoort uit de familie van de Portunidae. De wetenschappelijke naam van de soort is voor het eerst geldig gepubliceerd in 2002 door Crosnier.